# Rágótetvek
A rágótetvek (Mallophaga) a tetvek (Phthiraptera) rendjének egy csoportja, mely mintegy 3000 fajból áll. Hagyományosan a tetvek egyik rendjének (vagy alrendjének) tekintették őket, míg a másik tetű rend (vagy alrend) a szívótetvek (Anoplura) voltak. Újabb eredmények szerint azonban a rágótetvek parafiletikus csoport, ezért taxonómiai egységként ma már nem használatos. Az egykor ide sorolt fajok az alábbi alrendekbe tartoznak:

## Rendszerezés
- Amblycera
- Ischnocera
- Rhyncophthirina